# Minder Sándor
Minder Sándor, Magyar (Budapest, 1907. október 25. – Zürich, 1983. május 17.) magyar válogatott jégkorongozó, olimpikon, sportújságíró. Minder Frigyes egykori magyar labdarúgó szövetségi kapitány és a BKE vezetőjének fia.

## Élete
1926-ban a Szt. István Kereskedelmi Iskolában érettségizett. 1927-től 1933-ig az IBUSZ munkatársa, fiókvezető, majd az export-import kereskedelmi osztály vezetője.
1927-től 1940-ig a Budapesti Korcsolyázó Egylet játékosa, 1937-ben és 1940-ben magyar bajnokságot nyert a csapattal. 1932-ben egy szezon erejéig a zürichi Grasshoppersben játszik.
Pályafutása során összesen 29-szer lépett pályára a magyar válogatott tagjaként. Részt vett az 1928-as a St. Moritz-i, valamint az 1936-ban Garmisch-Partenkirchenben megrendezett téli olimpián. Válogatott játékosként 1927-től 1936-ig ötször szerepel az Európa-bajnokságokon (1927, 1929, 1930, 1931, 1933, 1936), és 1933-ban részt vesz a főiskolai világbajnokságon is. 1932-ben beválasztják az Európa-válogatottba.

1943-tól Svájcban élt, ahol magánvállalatát vezette. Sportújságíróként a Tenisz és Golf című lapot szerkesztette.
1983. május 17-én hunyt el Zürichben.